# Den tomma stolen
Den tomma stolen (The Casual Vacancy) är den brittiska författaren J.K. Rowlings första utpräglade vuxenroman, och gavs ut 2012. Den svart humoristiska romanen utspelar sig i den uppdiktade småstaden Pagford i Storbritannien.

## Handling
Barry Fairbrother dör helt plötsligt i staden Pagford i England. Hela den skenbart idylliska staden chockas av dödsfallet - Fairbrother var inte mer än fyrtio år gammal. Nu får dödsfallet den idylliska stadens inre sida att flyta upp till ytan - ett samhälle i krigisk dekis. Fairbrother tillhörde kommundelsnämnden, och nu måste han ersättas. En häftig strid blossar upp om vem denna ersättare skall vara.

## Mottagande
| ”                            | Jag måste erkänna att jag älskar J.K. Rowlings senaste drag. […] Romanen bärs fram på skvallrets vågor, intrigerna är komplexa, romanen månghövdad och Rowling verkar förtjust över att äntligen få skriva om tonåringar som säger "fuck" […] | „ |
| – Martin Aagård, Aftonbladet | |   |